# Йозеф Паленічек
Йозеф Паленічек (чеськ. Josef Páleníček; 19 липня 1914, Травник, Боснія — 7 березня 1991, Прага) — чеський композитор і піаніст.

## Біографія
Народився в югославському місті Травник (нині — Боснія і Герцеговина). Вчився з 1927 року в Празі у Карела Хофмайстера (спершу приватно, потім в Празькій консерваторії), пізніше також у Вітезслава Новака. В 1936—1938 роках удосконалював свою майстерність у паризькій Вищій нормальній школі музики у Альфреда Корто (фортепіано), Альбера Русселя (композиція), Діра Алексаняна (камерний ансамбль).
1934 року заснував Тріо імені Сметани (з 1945 року — Чеське тріо), беззмінним піаністом і лідером якого залишався до самої смерті. Виступав також дуетом з віолончелістом тріо Сашею Вечтомовим. 

## Творча діяльність
Відомий своїми інтерпретаціями творів Бедржіха Сметани, Леоша Яначека, Богуслава Мартіну.
Композиторська спадщина Паленічека включає три фортепіанні концерти, а також концерти для кларнета, саксофона, флейти з оркестром, «Симфонічні варіації на уявний портрет Іллі Еренбурга» (1971), камерну, хорову музику.

## Нагороди
- Лауреат Державної премії ЧССР (1974)
- Народний артист Чехословаччини (1979).